# Ґлодово (Свецький повіт)
Ґлодово (пол. Głodowo) — село в Польщі, у гміні Нове Свецького повіту Куявсько-Поморського воєводства.
Населення — 49 осіб (2011).
У 1975-1998 роках село належало до Бидгощського воєводства.

## Демографія
Демографічна структура станом на 31 березня 2011 року:
|          | Загалом | Допрацездатний вік | Працездатний вік | Постпрацездатний вік |
| -------- | ------- | ------------------ | ---------------- | -------------------- |
| Чоловіки | 22      | 6                  | 14               | 2                    |
| Жінки    | 27      | 8                  | 14               | 5                    |
| Разом    | 49      | 14                 | 28               | 7                    |